# Salvatorianerkloster Gottesberg
Das Salvatorianerkloster Gottesberg ist ein 1921 eingerichtetes Kloster der Salvatorianer auf dem ca. 700 m ü. NN liegenden Gottesberg in Bad Wurzach im Landkreis Ravensburg in Oberschwaben.

## Geschichte

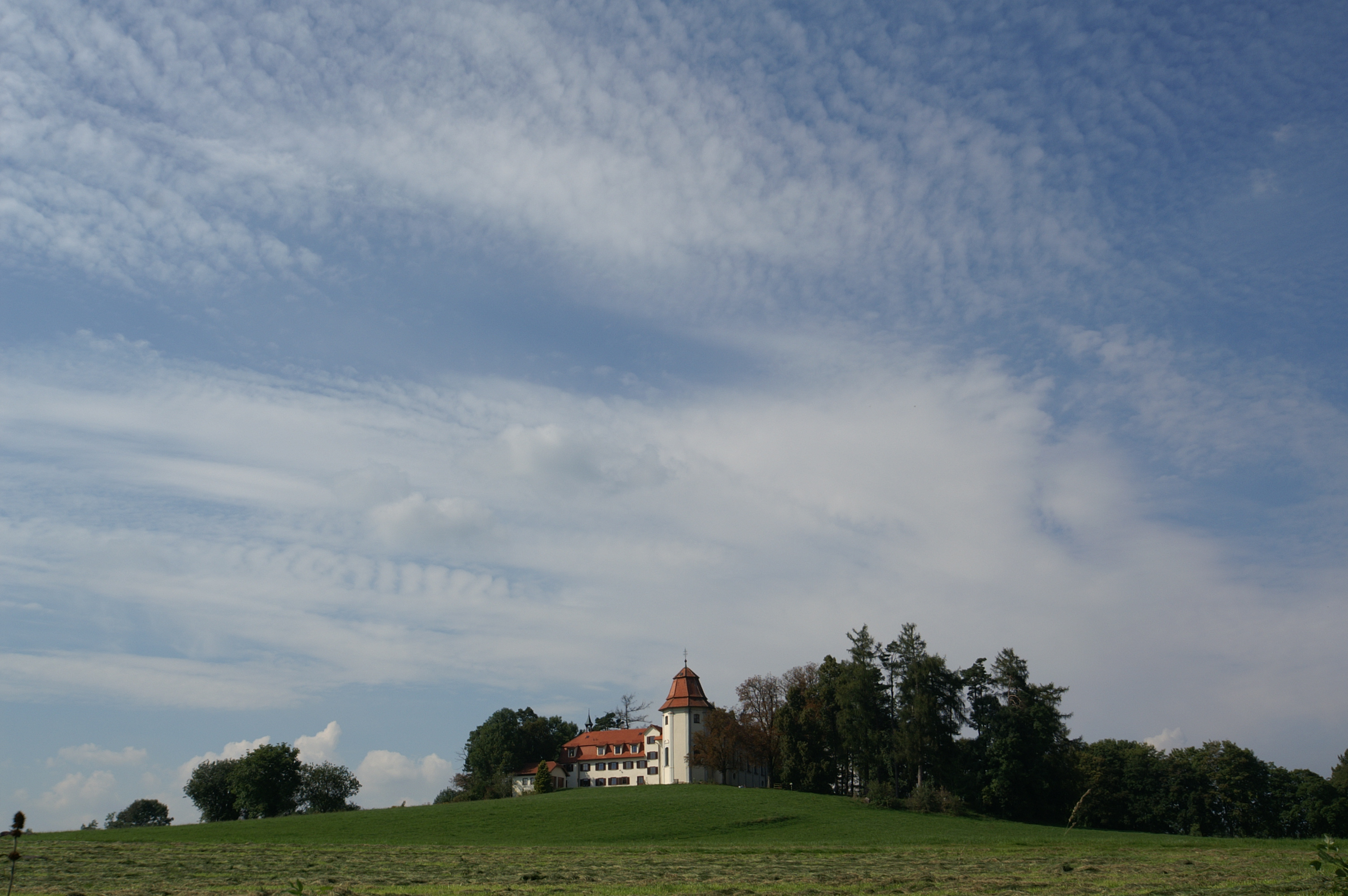
Klosteranlage auf dem Gottesberg

1704 vermachten Graf Ernst Jakob von Waldburg-Zeil-Wurzach und seine Frau Anna Ludovica eine Pfründe an die Kirche auf dem Gottesberg, einem kleinen Hügel innerhalb des Stadtgebietes von Bad Wurzach. 1709 wurden mit Genehmigung des Bischofs von Konstanz eine Heilig Grab Kapelle, Stiege und Einsiedelei errichtet. Patrozinium war das Fest der Kreuzerhöhung am 14. September. 1712 wurde eine dazugehörige Bruderschaft von der Todesangst Christi gegründet. Die Bruderschaft nannte sich Bruderschaft vom guten Tod. 1712 hatte sie schon fünfhundert eingeschriebene Mitglieder. 1763 siedelten sich drei Brüder der Tertiarier, eine Brüdergemeinschaft des 3. Ordens der Büßer, ein Zweig der Ordensgemeinschaft der Paulaner, auf dem Gottesberg an. Gegenüber der kirchlichen und der weltlichen Herrschaft mussten sie sich verpflichten keine Spenden zu sammeln, keine Immobilien zu erwerben und dem Ortspfarrer Gehorsam zu leisten. Die mit schwarzem Habit bekleideten Bettelmönche stellten sich unter den Schutz der Prämonstratenser des vor der Säkularisation noch existierenden geistlichen Territoriums der Reichsabtei Rot an der Rot. Die Brüder bestritten ihren Lebensunterhalt durch Wollspinnerei, Damast- und Barchentweberei. 1767 gelang es ihnen, die Heiligen Leiber von Redemptus, Eutropia und Reparatus zu erwerben und in der Klosterkirche aufzustellen, wo sie bis zum heutigen Tage sind. Dazu kam noch eine Heilig-Blut-Reliquie, die aus dem Privatbesitz von Papst Innozenz XII. stammen soll. Ein Rompilger aus Günzburg erwarb sie 1693 und vermachte sie den Mönchen.

## Säkularisation und Neubeginn

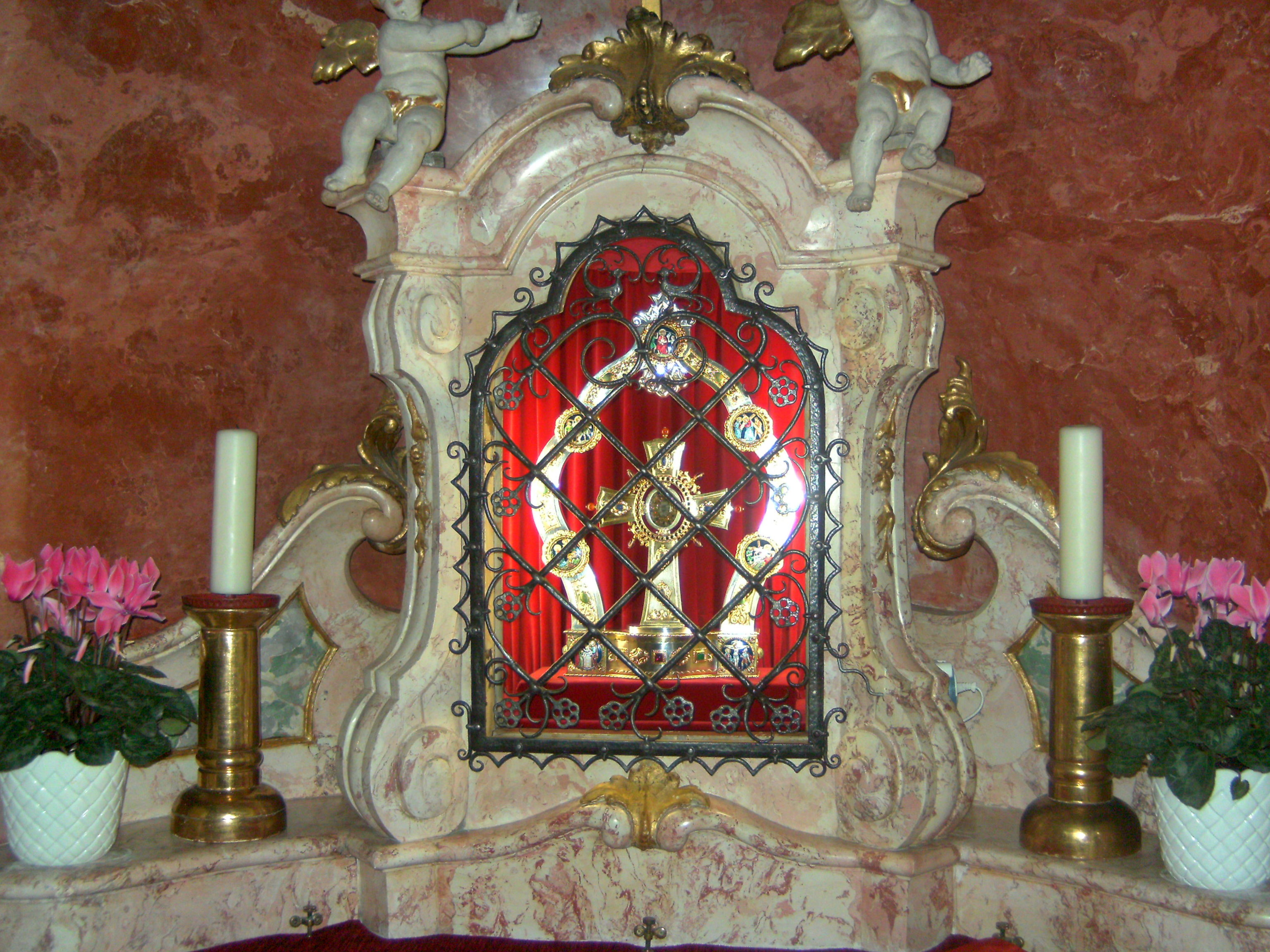
Heilig-Blut-Reliquie

Am 25. Juli 1806 hob Fürst Eberhard von Waldburg-Zeil-Wurzach das Kloster im Zuge der Säkularisation per Dekret auf. Dem Fürstenhaus fielen die Immobilien, dem Königreich Württemberg Geld und mobile Gegenstände zu. Die Brüder erhielten eine Pension von 100 Gulden. Der letzte Paulaner Bruder Josef Hotz von Legau starb 1835.
1912 schenkte Fürst Georg von Waldburg-Zeil-Wurzach Kirche und Bruderhaus der Pfarrgemeinde Bad Wurzach. 1921 holte die Pfarrgemeinde den Orden der Salvatorianer auf den Gottesberg. Seit 1928 findet alljährlich am zweiten Freitag im Juli das Heilig-Blut-Fest mit Reiterprozession auf den Gottesberg statt. 2009 nahmen an der Blut-Prozession 5.000 Gläubige und 1.700 Reiter mit ihren Pferden teil. Das Kloster hatte 2009 vier Brüder, die teilweise den Seelsorgedienst in den umliegenden Pfarreien verrichten.